# Lisowe (rejon olewski)
Lisowe (ukr. Лісове) – wieś na Ukrainie, w obwodzie żytomierskim, w rejonie olewskim. W 2001 roku liczyła 81 mieszkańców.